# Undertow
 Undertow is het eerste album van de Amerikaanse rock- en metalband Tool.

## Tracklist
1. Intolerance - 4:53
2. Prison sex - 4:56
3. Sober - 5:05
4. Bottom - 7:13
5. Crawl away - 5:29
6. Swamp song - 5:31
7. Undertow - 5:21
8. 4 Degrees - 6:02
9. Flood - 7:45
10. Disgustipated - 15:47

## Singles
- Prison Sex

- Sober

## Bezetting
- Danny Carey – Drums
- Paul d'Amour – Bass
- Adam Jones – Gitaar
- Maynard James Keenan – Vocals